# Бијела (Сирач)
Бијела је насељено место у општини Сирач, у западној Славонији, Република Хрватска.

## Географија
Бијела се налази на истоименој речици, притоци Пакре југоисточно од Дарувара.

## Историја
У 12. веку Бијела је посед породице Тетењ, која је то земљиште стекла из градске организације старе Пакарске жупе. Половином 13. века, постојао је поред Бијеле утврђен бенедиктински самостан, од којег су остале само рушевине. Разне племићке породице отимале су се за посед до 1544. године, кад Бијелу освајају Турци. Староседеоци су побегли пред Турцима и населили су у Градишће, а на место њих доселили су се Срби из Горњег Подриња.
До територијалне реорганизације у Хрватској насеље се налазило у саставу бивше велике општине Дарувар.

## Становништво
По попису из 2011. године насеље је имало 53 становника.
| Националност       | 1991.        | 1981.        | 1971.        | 1961.        |
| Срби               | 158 (85,40%) | 168 (81,55%) | 261 (88,47%) | 305 (83,33%) |
| Хрвати             | 11 (5,94%)   | 9 (4,36%)    | 16 (5,42%)   | 51 (13,93%)  |
| Југословени        | 3 (1,62%)    | 22 (10,67%)  | 0            | 0            |
| остали и непознато | 13 (7,02%)   | 7 (3,39%)    | 18 (6,10%)   | 10 (2,73%)   |
| Укупно             | 185          | 206          | 295          | 366          |

- напомене:

У 2001. смањено издвајањем дела подручја које је припојено насељу Сирач за које садржи део података од 1857. до 1991. У 1880. део података садржан је у насељу Пакрани.